# Sendai (1924)
El Sendai (川内 軽巡洋艦( Sendai keijun'yōkan)) fue un crucero ligero, de la Armada imperial japonesa, líder de la clase homónima (en algunas fuentes se le cita como Clase Naka).
Fue nombrado en remembranza de la ciudad puerto de Sendai en la prefectura de Miyagi.

## Diseño y construcción
Su diseño fue muy similar a su clase precedente, la clase Nagara, de la que se diferenciaba por tener una cuarta chimenea debido a una mejor ubicación de las calderas, un castillo de proa más largo, armamento similar; pero con un blindaje menor. Su rol era ser buque insignia para flotilla de destructores y gracias a su escaso calado podía ejecutar labores de cañonero ribereño.
De la clase Sendai fueron proyectadas ocho unidades originalmente, pero solo se botaron tres debido a las limitaciones del Tratado Naval de Washington. Sus buques hermanos fueron los cruceros: Naka y Jintsu.

## Historial operativo
Inmediatamente de asignado en abril de 1924, fue asignado a la patrulla del río Yangtze en China. Desempeñó un papel importante en la Batalla de Shanghái en las etapas iniciales de la Segunda Guerra Sino-Japonesa, y luego cubrió los desembarcos de las fuerzas japonesas en el sur de China.
El 20 de noviembre de 1941, el Sendai se convirtió en el buque insignia del grupo de tareas n.º 3 (DesRon 3) bajo el mando del contralmirante Shintaro Hashimoto destinado a reforzar cabezas de playa y transporte militar.
En el momento del ataque a Pearl Harbor, el Sendai se dedicaba a escoltar los transportes de la fuerza de desembarco del teniente general Tomoyuki Yamashita y al 25.º ejército japonés para invadir la península Malaya.  A las 23:45 del 7 de diciembre de 1941, el Sendai y su escuadrón de destructores   Ayanami, Isonami , Shikinami y Uranami) comenzaron un bombardeo de Kota Bharu, Malaya. 
Mientras se ejecutaba el desembraco, fueron atacados por siete bombarderos británicos, que hundieron uno de los transportes y dañaron otros dos.
El 9 de diciembre de 1941, el submarino japonés I-65 transmitió un urgente mensaje sobre el avistamiento de una formación de buques enemigos en el golfo malayo, el Sendai retransmitió esta información al crucero pesado  Chōkai, buque insignia del vicealmirante Jisaburō Ozawa. La fuerza avistada era la denominada Fuerza Z del almirante británico  Tom Phillips,  la cual resultó finalmente hundida por ataque aéreo el 10 de diciembre de 1941.
El 19 de diciembre de 1941, frente a Kota Bahru en el Mar de China Meridional, el submarino HNLMS O-20 de la Marina Real holandesa avistó a Sendai escoltando una gran flota de 39 transportes del segundo convoy con destino a Malaya. A las 11:15, el hidroavión del Sendai, avistó y bombardeó en superficie al O-20 , que también fue atacado por los destructores Ayanami y Yūgiri con cargas de profundidad logrando evadirse en profundidad. Esa noche, el O-20 salió a la superficie para recargar sus baterías, una llama indiscreta del escape de sus motores lo delató; fue hundido de inmediato por el destructor Uranami que estaba a la caza en el sector.
Posteriormente el Sendai hizo tres viajes más de escolta de convoyes de tropas hacia la península Malaya hasta fines de diciembre de 1941 y en enero de 1942. 
En el cuarto viaje, el 10 de enero de 1942, el submarino estadounidense USS Seadragon señaló al convoy y disparó dos torpedos contra el último transporte, pero ambos fallaron en dar con el blanco. 
En su quinta misión el 26 de enero de 1942, el Sendai y su convoy fueron atacados por los destructores HMS  Thanet y HMAS  Vampire a unas 80 millas náuticas (148 km) al norte de Singapur. Los torpedos de los barcos aliados fallaron y el destructor Shirayuki y el Sendai devolvieron los disparos. El Thanet fue hundido, mientras que HMS Vampire no sufrió daños y logró escapar a Singapur.
Desde febrero a marzo de 1942, se asignó al Sendai para cubrir los desembarcos japoneses en Sumatra y para barrer las rutas marítimas y el Estrecho de Malaca para atacar los barcos británicos y holandeses que escapasen de Singapur. A finales de marzo, el Sendai cubrió el desembarco de un batallón de la 18.ª División de Infantería de la IJA en Port Blair, Islas Andamán . A fines de abril, el Sendai regresó a Sasebo para realizar mantenimiento.
El 29 de mayo de 1942, el Sendai partió con el Cuerpo Principal de la Flota Combinada del almirante Isoroku Yamamoto hacia Midway. El grueso de la flota permaneció estacionaria a 600 millas náuticas (1110 km) detrás de la Primera Fuerza de Ataque de Portaaviones del Vicealmirante Chuichi Nagumo y, por lo tanto, no se enfrentó a las fuerzas estadounidenses en la Batalla de Midway. El Sendai regresó a Kure el 14 de junio de 1942 sin haber entrado en combate.
El 15 de julio de 1942, durante el desarrollo de la Campaña de las Islas Salomón, la fuerza de tareas DesRon 3 fue reasignada para cubrir operaciones en Birmania e incursiones en el Océano Índico, llegando a Mergui, Birmania el 31 de julio. 
Sin embargo, con los desembarcos estadounidenses en Guadalcanal, las operaciones planeadas en el Océano Índico fueron canceladas y el Sendai fue enviado a Makassar, Davao y la laguna de Truk en su lugar, para escoltar convoyes de tropas a Rabaul , Nueva Bretaña y Shortland , Bougainville . 
El 8 de septiembre de ese año ,el Sendai bombardeó Tulagi, y el 12 de septiembre junto a los destructores Shikinami,  Fubuki y Suzukaze bombardearon al paso el campo de aviación de Henderson Field en Guadalcanal.
El Sendai permaneció muy activo en las operaciones de las Islas Salomón hasta noviembre de 1942, participando en las dos fases de la Batalla naval de Guadalcanal donde fue atacado en acción nocturna por cañoneo dirigido por radar por el acorazado USS Washington escapando ileso por estar a mayor distancia, no así el destructor Ayanami que resultó incendiado y el acorazado Kirishima desmantelado y posteriormente hundido.
El 25 de febrero de 1943, el Sendai fue reasignado a la Octava Flota en Rabaul bajo el mando del vicealmirante Gunichi Mikawa y permaneció patrullando alrededor de Rabaul hasta abril. Al regresar a Sasebo en mayo, el Sendai fue reparado y modificado. Se retiró su soporte de cañón No.5 de 140 mm (5,5 pulgadas) y se instalaron dos soportes de cañón AA triples de 25 mm tipo 96 y un radar Tipo 21. 
Las reparaciones se completaron el 25 de junio de 1943 y el Sendai regresó a Truk el 5 de julio. El 7 de julio, el contraalmirante, barón Matsuji Ijuin asumió el mando del grupo DesRon 3. Durante los siguientes tres meses, el Sendai operó desde Rabaul cubriendo convoyes de refuerzo a Buin y Papúa en Nueva Guinea.
El 18 de julio de 1943, frente a Kolombangara, el grupo DesRon 3 fue atacado por bombarderos torpederos Marine Grumman TBF Avenger con base en Guadalcanal, y dos días después por bombarderos medianos norteamericanos B-25 Mitchell, pero no resultó dañado; también escapó ileso después de ser bombardeado por un bombardero pesado Consolidated B-24 Liberator el 1 de noviembre de 1943.

### Hundimiento
En la noche del 2 de noviembre de 1943, en la Batalla de la Bahía de la Emperatriz Augusta, el Sendai junto con La fuerza japonesa incluía los cruceros Myōkō,  Haguro y Agano y los destructores Shigure, Samidare, Shiratsuyu, Naganami, Wakatsuki y Hatsukaze intentaban reforzar los destacamentos de Bougainville pero fueron interceptados fatalmente por la Task Force 39 compuesta por los cruceros ligeros USS  Cleveland , USS  Columbia ,USS Montpelier y USS  Denver y una fuerza de destructores americanos. Como resultado de la batalla, el Sendai que estaba más cercano junto a Shigure reaccionaron atacando con torpedos, pero el Sendai fue señalado como blanco principal y cañoneado por artillería pesada dirigida por radar siendo desmantelado, pero aun logró mantenerse a flote hasta la amanecida hundiéndose finalmente con un saldo de 184 bajas y 312 sobrevivientes que fueron rescatados por destructores y un submarino.